# Bob Luitweiler
Preston (Bob) Luitweiler est un pacifiste américain, fondateur en 1949 de l'association Servas, résistant contre la guerre, militant pour les droits civiques et la paix, né le 15 novembre 1918 et mort le 13 avril 2008 à Bellingham (Washington).

## liens externes
https://servas.org/fr/histoire-de-servas
http://pages.intnet.mu/servas/Archives/Servasday/BobLuitweiler.html